# Греки в Україні

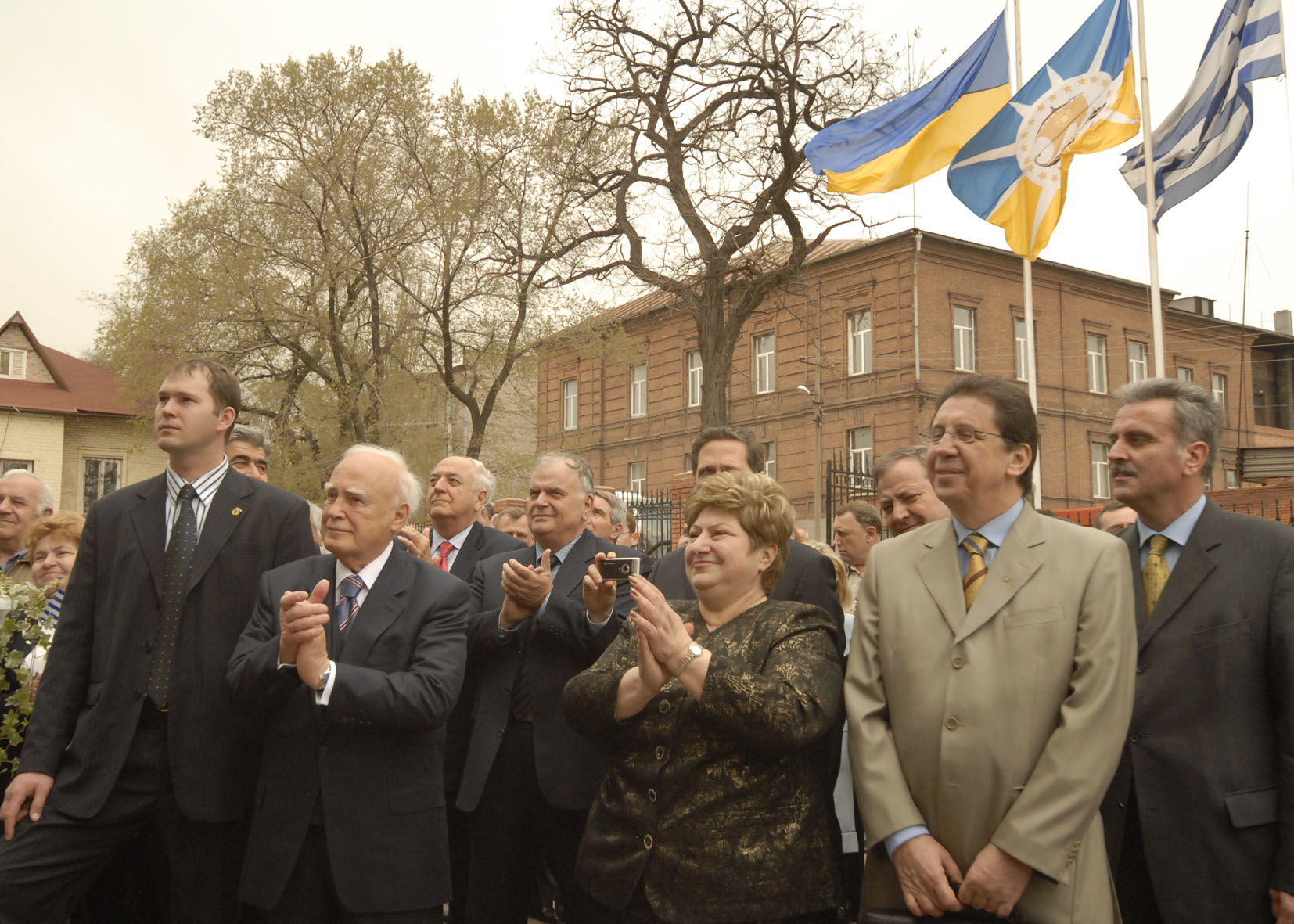
Візит Президента Греції Каролоса Папульяса в Маріуполь, 2008 рік (на фото також Олександра Проценко-Пічаджі, посол Греції в Україні Харіс Дімітріу, генеральний консул Греції в Маріуполі Франгіскос Костелленос)

Греки в Україні — грецька етнічна меншина, яка проживає в Україні.
За даними перепису 2001, в Україні мешкає 91,5 тисяч етнічних греків, з них 77,5 у Приазов'ї, Донецька область (див. Греки Приазов'я: румеї та уруми). Значні осередки греків в Україні також сконцентровані навколо міст Одеса, Харків, Житомир, Ніжин, Львів.

## Історія розселення та сучасність
Грецька присутність у чорноморському регіоні існувала задовго до Київської Русі. Греки заснували колонії на українських берегах Чорного моря ще в 6 столітті до н. е. Грецькі колонії торгували з різними стародавніми народами навколо Чорного моря: скіфами, меотами, кімерійцями, готами, прото-слов'янами.
Після половців та монголо-татарської навали зі степу на північ від Чорномор'я греки залишилися тільки в містах за межами Кримських гір, на їх південних схилах. Вони жили з кримськими татарами до завоювання Криму Російською імперією та переселенням греків з Криму на північне узбережжя Азовського моря царицею Катериною II.

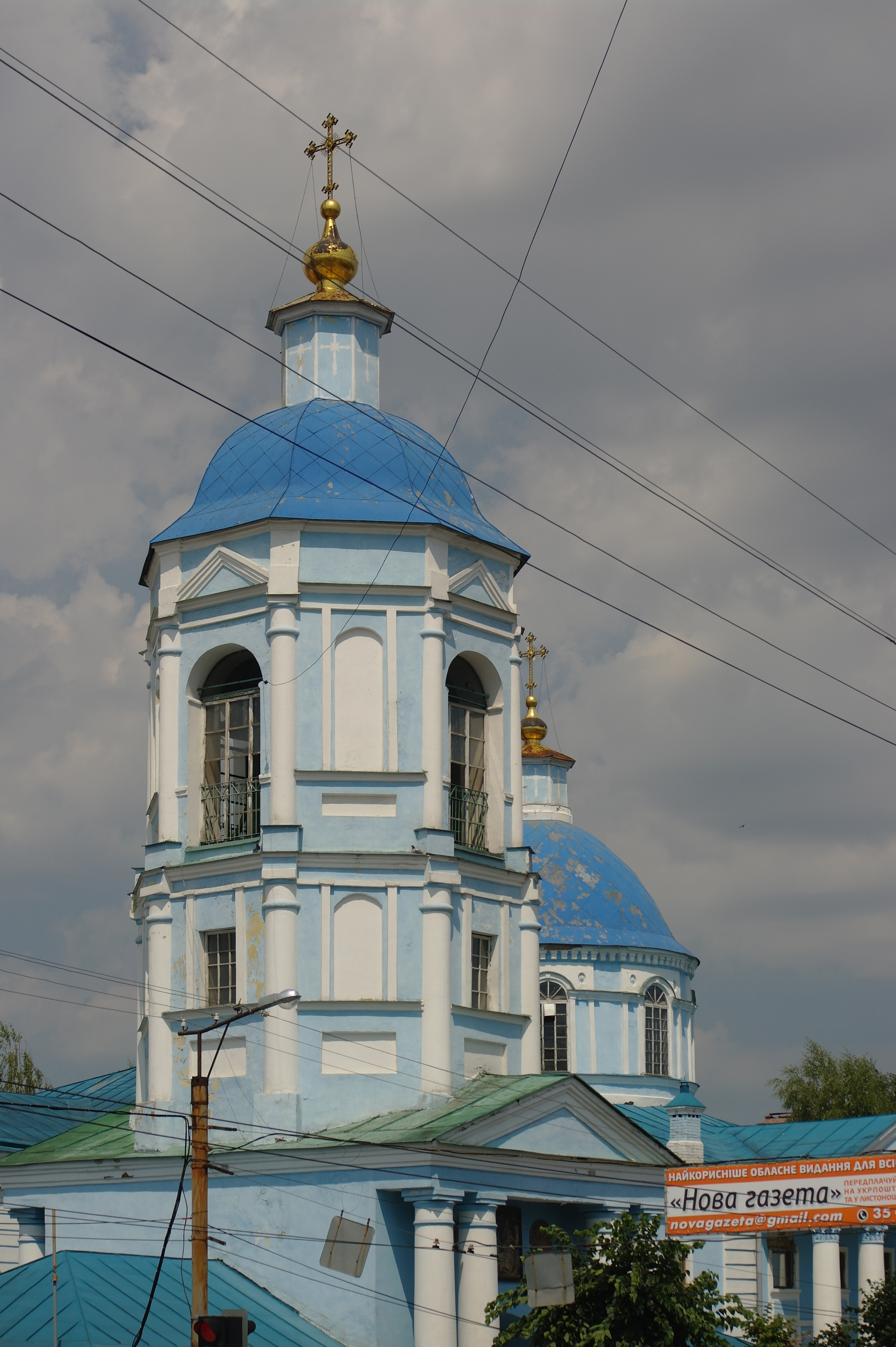
Грецька церква у Кропивницькому

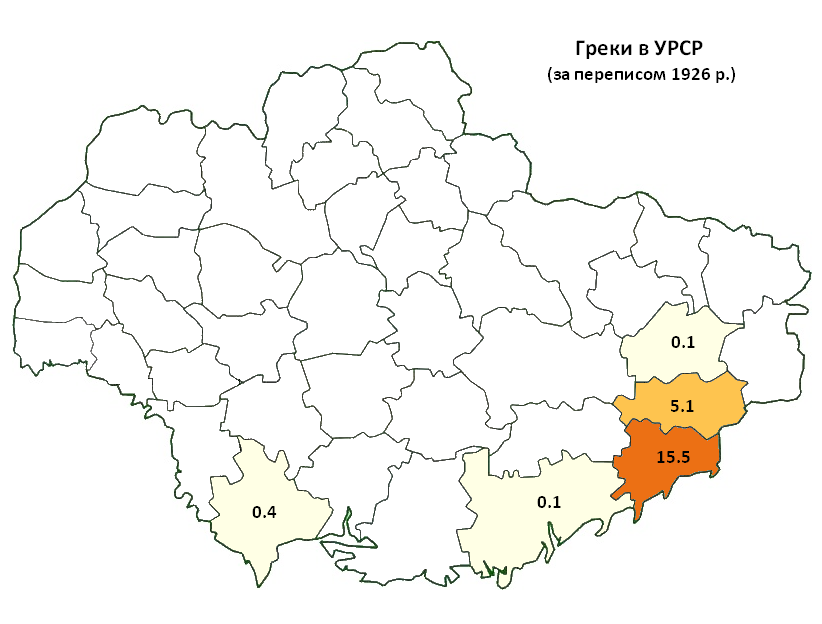
Розселення греків в УРСР за переписом 1926 р.

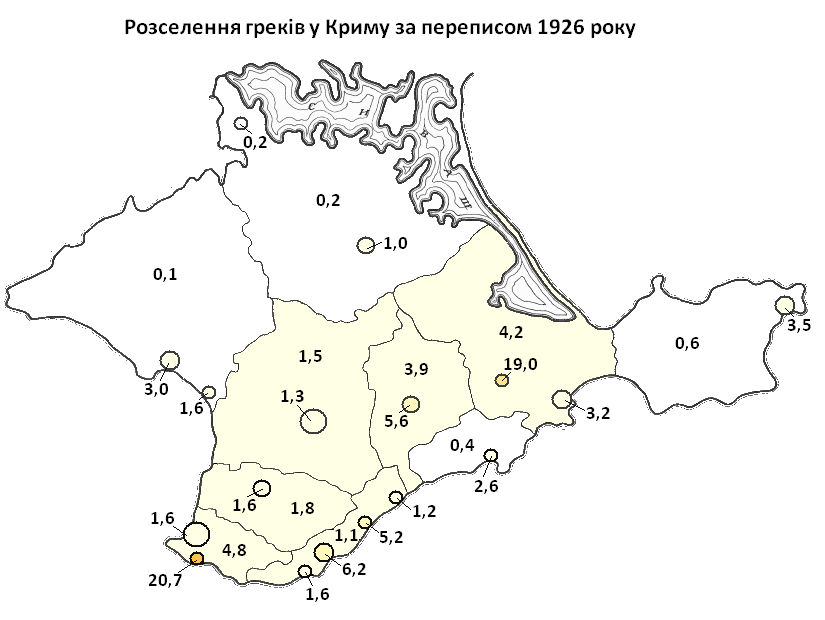
Розселення греків у Криму за переписом 1926 р.

Нова територія була призначена для греків між Маріуполем та Донецьком і в основному представлена південною частиною Донецької області, або так званим Приазов'ям. Разом з греками були поселені українці і німці, а потім і росіяни. Українці переважно оселялися в селах та частково в містах цієї області, на відміну від греків, які відновлювали свої міста, навіть надаючи їм оригінальних кримських назв. З цього часу більшість грецьких поселень на півдні Донецької області мали назву населених пунктів в Криму: Ялта — Ялта, Гурзуф — Урзуф і т. д.
За часів Радянського Союзу відбулися, так звана, грецька операція НКВС та депортація понтійських греків до Сибіру та казахстанського степу. Втім 1956 року більшість з тих, хто вижив, повернулися назад до своїх домівок. У 1980-90ті роки Грецька Республіка вітала повернення етнічних греків на батьківщину, і значна їх частина масово емігрувала.
|                  | 1926   | 1939   | 1959   | 1970   | 1979   | 1989   | 2001   |
| ---------------- | ------ | ------ | ------ | ------ | ------ | ------ | ------ |
| Чисельність, тис | 104,7  | 107,0  | 104,4  | 106,9  | 104,1  | 98,6   | 91,5   |
| Частка, %        | 0,36 % | 0,35 % | 0,25 % | 0,23 % | 0,21 % | 0,19 % | 0,19 % |

За переписом 2001 року, в Україні мешкало 91 500 греків, більшість з яких (77 000), як і раніше живуть в Донецькій області. Вищі оцінки — близько 160 000 осіб — були зареєстровані у минулому, що пояснюється політикою інтенсивної асиміляції, яка провадилась радянським урядом.
19 лютого 2009 року в приміщенні Укрінформу відбулась презентація першого навчального посібника М. Смоліної «Урумский язык. Урум дили» та навчальний посібник К. Балабанова і Н. Терентьєвої «Греки в Україні» — перший посібник про національну меншину, рекомендований Міносвіти і науки України для студентів вузів.

## Мова
За переписом 2001 року, серед греків України вказали на вільне володіння мовами:
- російською — 97,5 %
- українською — 57,5 %
- грецькою — 23,4 %

Населені пункти, у яких під час перепису 2001 р. грецьку мову назвали рідною більше 5 % населення.
| Населений пункт            | Район                       | Область          | % грецькомовних |
| с. Бугас                   | Волноваський район          | Донецька область | 22,3            |
| с-ще Кипуча Криниця        | Старобешівський район       | Донецька область | 18,8            |
| с. Новомирне               | Арцизький район             | Одеська область  | 15,0            |
| Ялта (Мариупольский район) | Великоновосілківський район | Донецька область | 11,2            |
| с. Улакли                  | Великоновосілківський район | Донецька область | 10,0            |
| с. Запоріжжя               | Великоновосілківський район | Донецька область | 9,4             |
| с. Стила                   | Старобешівський район       | Донецька область | 9,0             |
| с. Чермалик                | Тельманівський район        | Донецька область | 8,5             |
| с. Комар                   | Великоновосілківський район | Донецька область | 7,3             |
| с. Кременівка              | Володарський район          | Донецька область | 7,1             |
| с. Красна Поляна           | Великоновосілківський район | Донецька область | 7,1             |
| с. Гранітне                | Тельманівський район        | Донецька область | 6,9             |
| с-ще Зернове               | Старобешівський район       | Донецька область | 6,7             |
| с. Садове                  | Нижньогірський район        | АР Крим          | 6,3             |
| с. Старогнатівка           | Тельманівський район        | Донецька область | 6,3             |
| с. Виноградівка            | Арцизький район             | Одеська область  | 5,4             |
|                            |                             |                  |                 |

## Греки Приазов'я
Перші грецькі поселення в Приазов'ї виникли в 1780-і роки, до переселення греків з Криму ці землі залишались ніяким чином не задіяними. У мовному відношенні приазовські греки діляться на дві відмінні одна від одної групи: румеї, які спілкуються румейським діалектом грецької мови та уруми, мова яких належить до групи тюркських мов. У сучасному Приазов'ї греки-румеї і греки-уруми проживають окремо. Втім усі греки Приазов'я, незалежно від лінгвістичної належності, сповідують православ'я і вважають себе греками, зберігають яскраво виражену грецьку самосвідомість та передають її своїм нащадкам. Визначними подіями для греків Приазов'я та всього Донецького краю є Міжнародний фестиваль грецької культури «Мега-Йорти» ім. Д. Патричі та Фестиваль грецької пісні імені Тамари Каци.

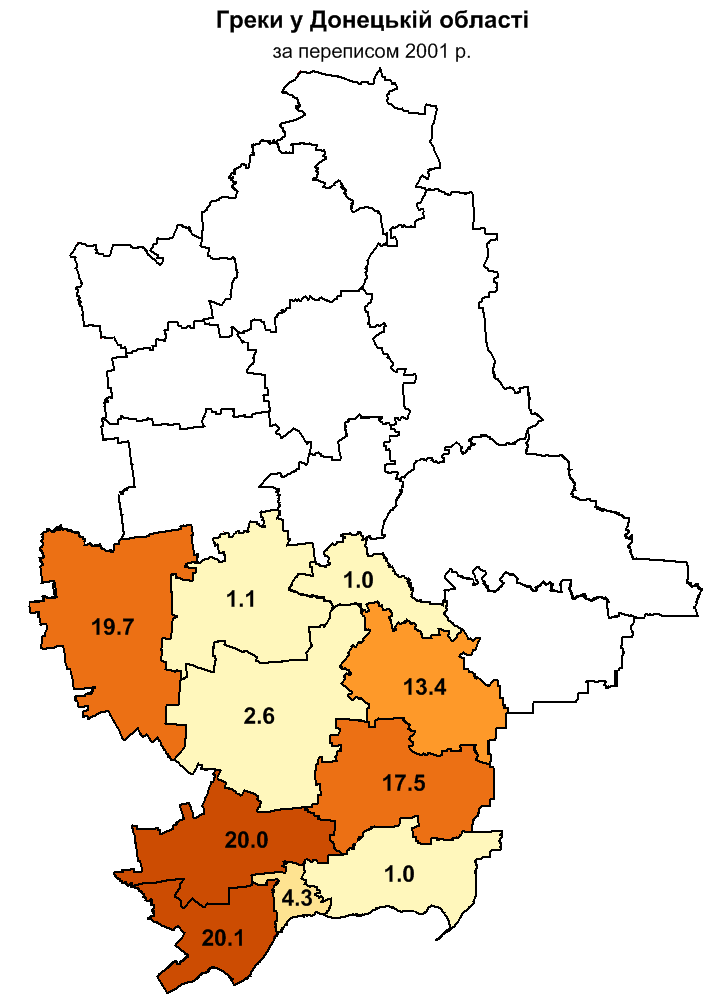
Розселення греків у районах (разом з містами) Донецької області за переписом 2001 р.

Розселення греків у Донецькій області за переписом 2001 р.:
| міськрада / район           | чисельність | частка |
| Маріуполь                   | 21 923      | 4,3 %  |
| Донецьк                     | 10 180      | 1,0 %  |
| Великоновосілківський район | 9 730       | 19,7 % |
| Старобешівський район       | 7 491       | 13,4 % |
| Нікольський район           | 6 223       | 20,0 % |
| Бойківський район           | 6 172       | 17,5 % |
| Мангушський район           | 5 882       | 20,1 % |
| Волноваський район          | 2 959       | 3,2 %  |
| Макіївка                    | 1 139       | 0,3 %  |
| Мар'їнський район           | 958         | 1,1 %  |
| Докучаївськ                 | 533         | 2,1 %  |
| Новоазовський район         | 389         | 1,0 %  |
| Харцизьк                    | 321         | 0,3 %  |
| Слов'янськ                  | 320         | 0,2 %  |
| Селидове                    | 238         | 0,4 %  |
| Авдіївка                    | 206         | 0,6 %  |
| Чистякове                   | 141         | 0,1 %  |
| Сніжне                      | 126         | 0,2 %  |
| Добропілля                  | 116         | 0,2 %  |

## Відомі греки України
Герої України
- Возіанов Олександр Федорович
- Скудар Георгій Маркович
- Алексапольский Святослав Михайлович

Герої Радянського Союзу
- Бахчиванджі Григорій Якович
- Дубінда Павло Христофорович
- Єгоров Спиридон Михайлович
- Колпакчі Володимир Якович
- Мурза Ілля Митрофанович
- Рафтопуло Анатолій Анатолійович
- Талах Костянтин Якович
- Тахтаров Ілля Федорович
- Целіо Георгій Кузьмич

Герої Соціалістичної Праці
- Апазіді Юрій Костянтинович
- Апостолова Тіна Дмитріївна
- Красозов Іван Павлович
- Ротто Іван Дмитрович
- Хаджинов Михайло Іванович

Діячі культури та мистецтв
- Епіфаній (Дімітріу) — вікарний єпископ Православної церкви України, який опікується грецькою православною діаспорою України.
- Ілларія — (справжнє ім'я: Катерина Ігорівна Прищепа) українська співачка, композиторка та поетеса, солістка власного музичного проєкту ILLARIA.
- Карабиць Іван Федорович — український композитор, дири гент, музично-громадський діяч, Народний артист України.
- Каразін Василь Назарович — український вчений, винахідник, громадський діяч, засновник Харківського університету.
- Костанді Киріак Костянтинович — український художник і педагог.
- Костоправ Георгій Антонович — румейський поет, перекладач, засновник національної літератури греків України.
- Куїнджі Архип Іванович — видатний український та російський живописець-пейзажист грецького походження, педагог.
- Мамакі Тетяна— уродженка Києва, засновниця Афінської балетної школи, прима-балерина Національної опери Греції.
- Патрича Донат Костянтинович — український поет, композитор, перекладач з грецької мови, заслужений працівник культури України, член Національної спілки письменників України, автор гімну греків в Україні, засновник фестивалю «Мега-Йорти».
- Проценко Аркадій Дмитрович — український письменник, краєзнавець.
- Стіліануді Олександр Миколайович — український художник.
- Фемеліді Володимир Олександрович — український композитор и диригент.

Діячі науки і техніки
- Анатолій Мазаракі — український науковець, ректор Київського національного торговельно-економічного університету, професор, доктор економічних наук, дійсний член-кореспондент Академії педагогічних наук України, заслужений діяч науки і техніки України.
- Брітченко Ігор — український науковець, доктор економічних наук, професор, академік Академії економічних наук України.

Діячі спорту
- Халаджі Дмитро Васильович — український спортсмен, чемпіон України з пауерліфтингу; автор понад двох десятків силових рекордів, занесених до Книги рекордів України, Книгу рекордів Росії, всесвітню Книгу рекордів Гіннеса.
- Хачеріді Євген Григорович — український футболіст грецького походження, центральний захисник «Динамо» (Київ) та національної збірної України.

Герої оборони Севастополя 1941—1942 роки
- Чекмак Вілор

## У філателії
У 2019 році Укрпошта в серії «Національні меншини в Україні. Греки» випустила 4 марки: «Церква Івана Предтечі, м. Керч, АР Крим», «Великдень», «Пряля», «Танок "Серра"». 

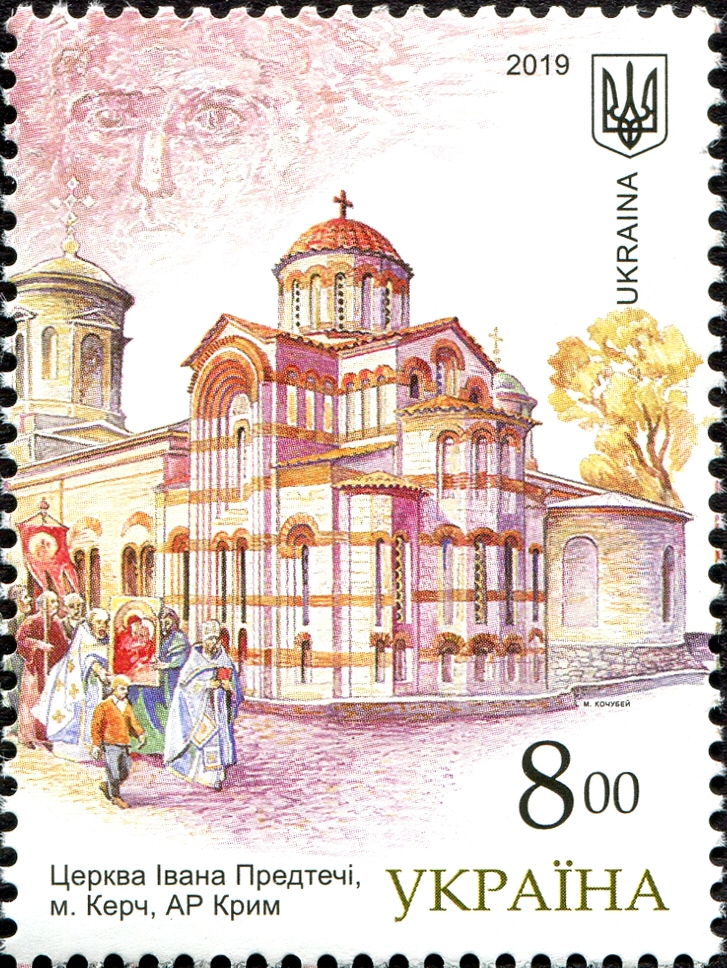
Марка Укрпошти «Церква Івана Предтечі, м. Керч, АР Крим» (2019)
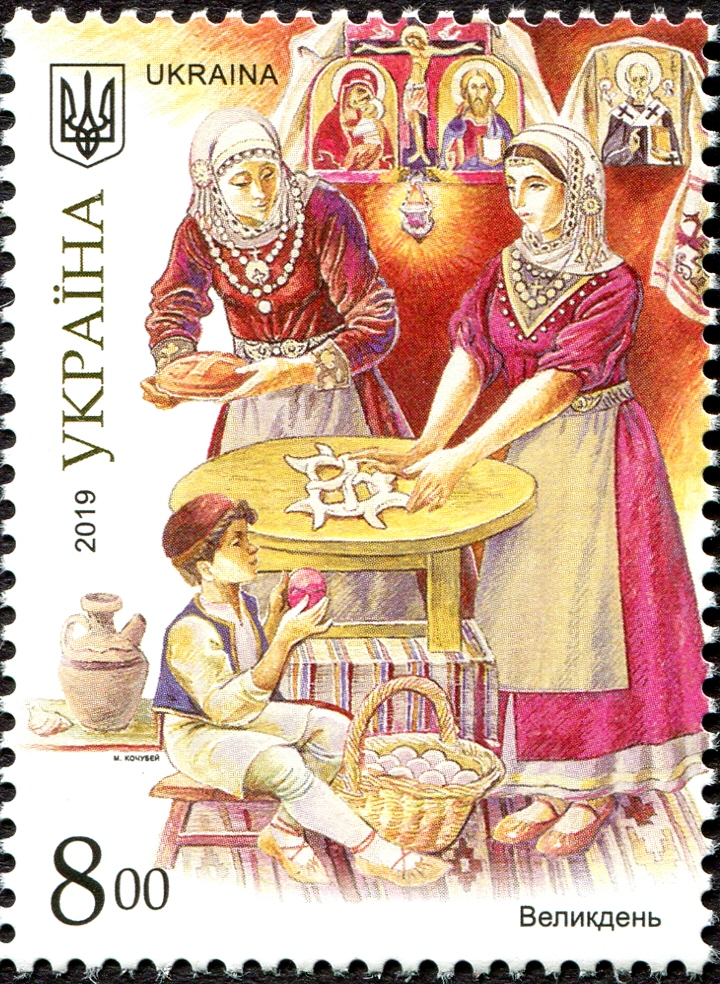
Марка Укрпошти «Великдень» (2019)
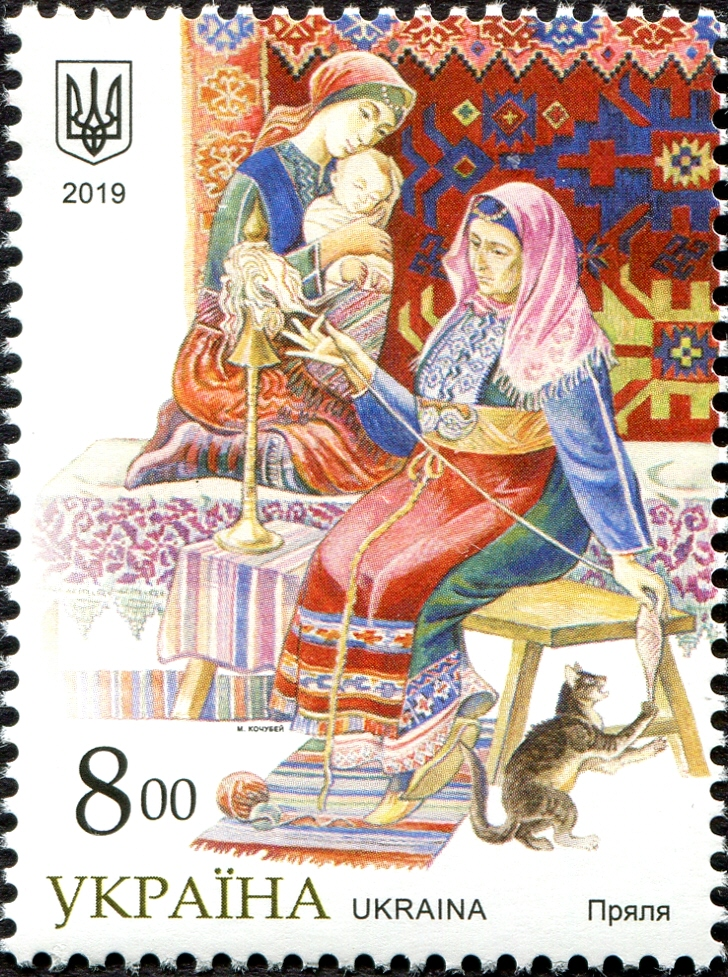
Марка Укрпошти «Пряля» (2019)
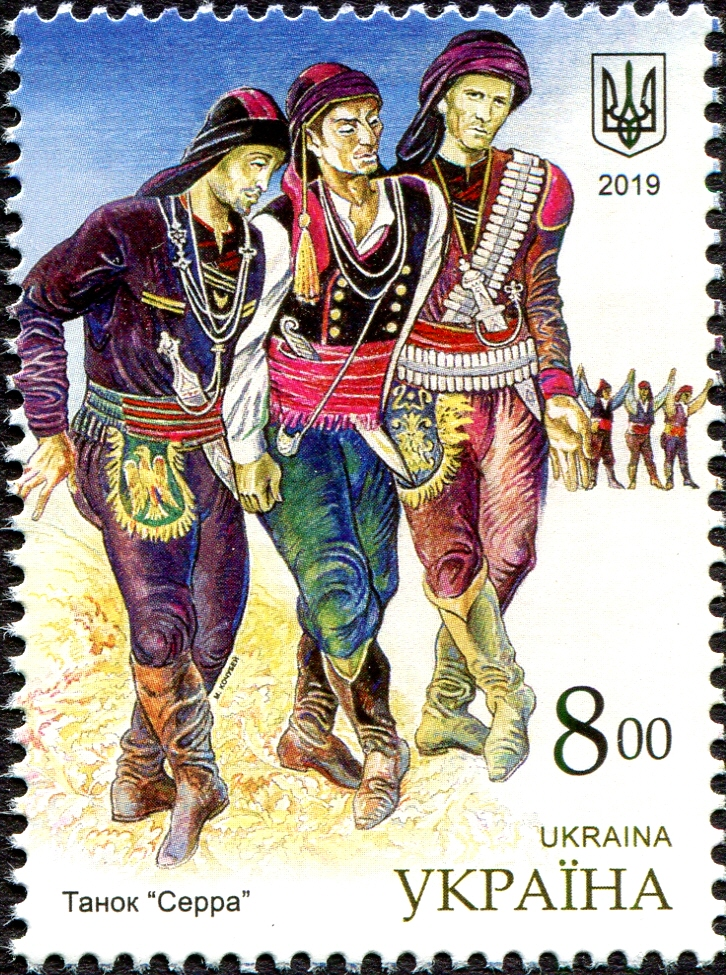
Марка Укрпошти «Танок "Серра"» (2019)